# Kroniek van Diponegoro
De kroniek van Diponegoro (Indonesisch: Babad Diponegoro) is een zogenaamde autobiografische kroniek van Diponegoro, leider van de opstand gedurende de Java-oorlog (1825-1830), daterend uit de periode van zijn ballingschap in Noord-Celebes. Zowel het originele manuscript als een Nederlandse omzetting die zich in de Universiteitsbibliotheek van Leiden bevindt, zijn opgenomen op de werelderfgoedlijst voor documenten.

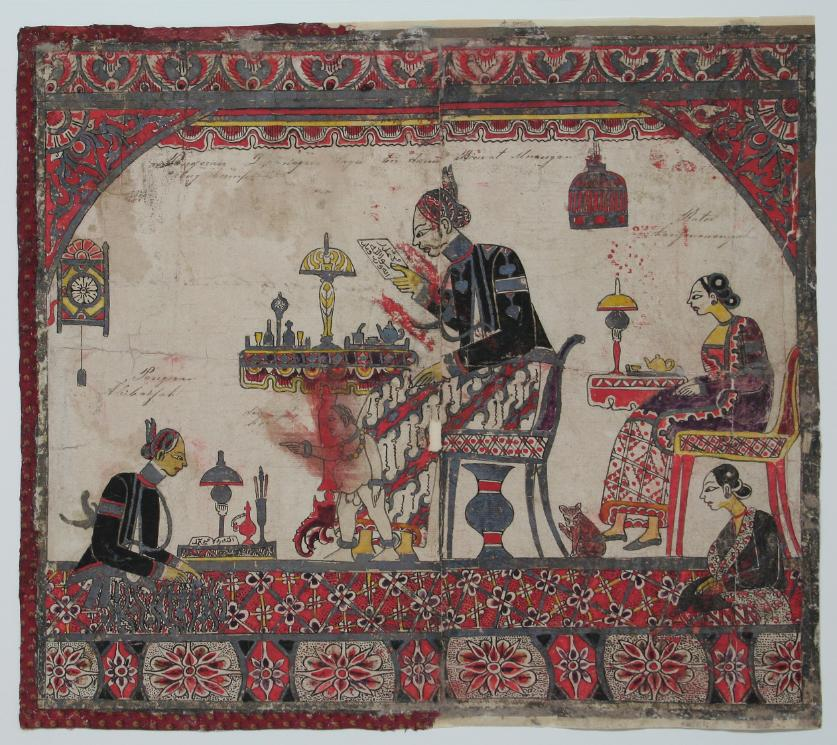
Diponegoro, lezend (c.1830)
(Collectie UB Leiden)

De tekst is waarschijnlijk niet van zijn eigen hand. Het is dus geen echte autobiografie en geen egodocument. De figuur van Diponegoro wordt in deze zogenaamde autobiografie tot bovenmenselijke proporties verheven en de tekst heeft een morele en didactische functie. Het doel van het geschrift is Diponegoro's motieven voor de Javaanse lezer aannemelijk en aanvaardbaar te maken. Een tweede element is onderwijzing; wat te doen en te laten om de Europeanen te weerstaan.
In 2013 is de Kroniek van Diponegro op de Werelderfgoedlijst voor documenten van UNESCO geplaatst. 
Het Nederlandse manuscript is digitaal beschikbaar. 

## Inhoud

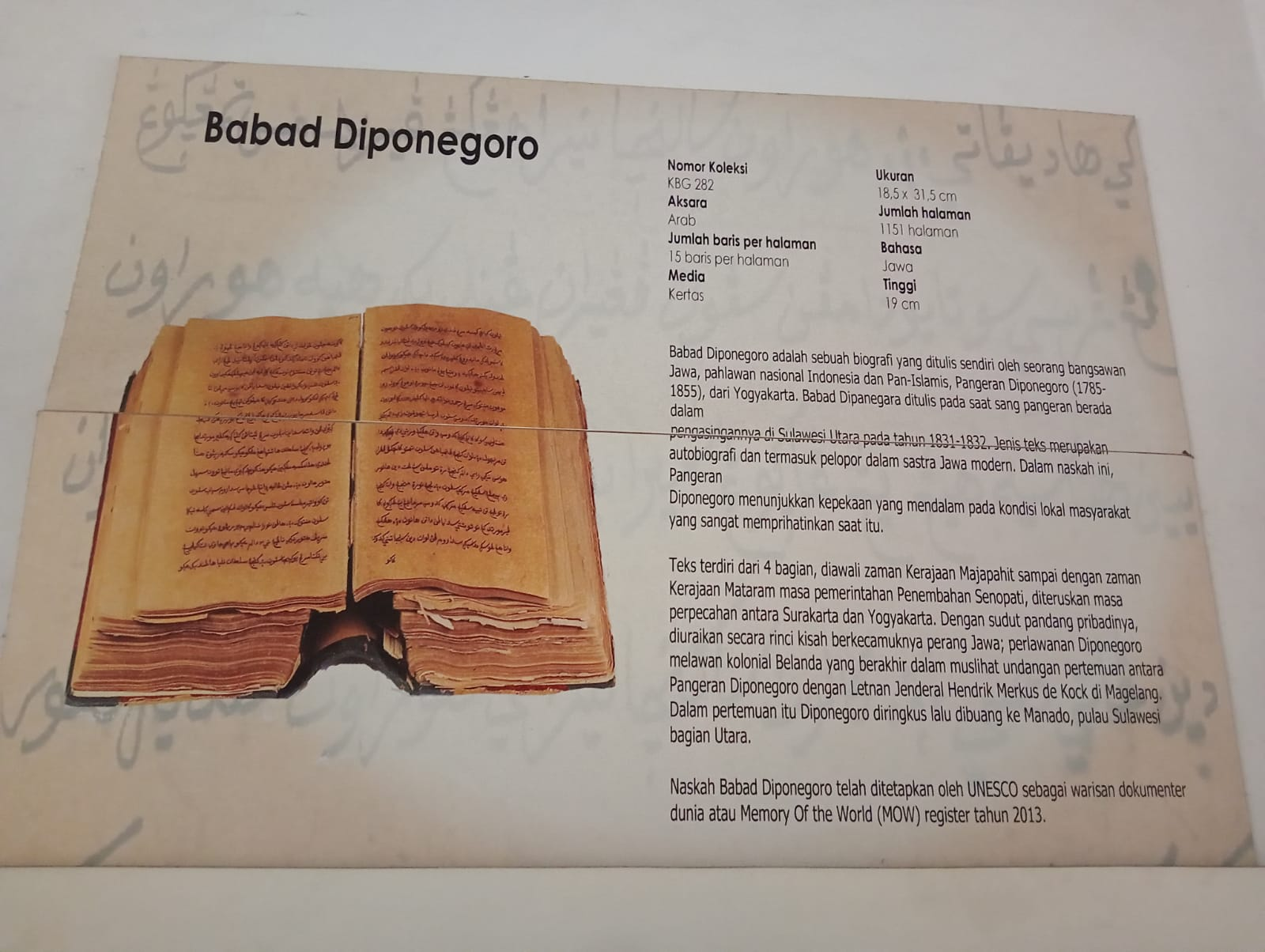
Kroniek van Diponegoro in Perpustakaan Nasional Republik Indonesia, Jl. Medan Merdeka Selatan, Jakarta

Diponegoro schreef dat de Nederlandse gouverneur-generaal Daendels wel veel wilde veranderen in de Javaans-Nederlandse verhouding maar dat Daendels betrekkelijk machteloos stond tegenover een goed georganiseerd Yogyarijk. Met de Britse luitenant-gouverneur Raffles ontstond een incident omtrent de etiquette; De sultan hoort op de hoogste plaats te zitten en niet gelijk met de Engelsman. Uiteindelijk won de sultan en Raffles wordt omschreven als een ruw en onbehouwen figuur. De teksten zijn zo geschreven dat gebeurtenissen altijd in het voordeel van de sultan en het Javaanse hof zijn uit te leggen.
Het morele verval dat de Nederlandse ambtenaren veroorzaakten werd gara-gara genoemd (het verstoren van het kosmisch evenwicht). De kroniek van Diponegoro schrijft ook over de eerste jaren na 1816. De Engelsen werden toen vervangen door de Hollanders. De resident van Jogjakarta, Huibert Gerard Nahuys van Burgst, hield er veel van om te eten en te drinken en hij probeerde de Javanen Nederlandse gewoonten aan te leren. Zelfs jeugdige bloedverwanten van de vorst waren onder zijn gasten te vinden en ook zij stoorden zich daar niet aan de Javaanse regels van fatsoen en de godsdienstige verboden.
Diponegoro was volgens de biografie de enige die met zijn bovennatuurlijke krachten het evenwicht (gara-gara) uiteindelijk weer kon herstellen. Tijdens verscheidene meditaties had Diponegoro volgens de biografie directe ontmoetingen met bovenaardse personages, die hem voorspellingen deden over zijn voorbeschikte rol. Op de berg Rasamuni ontmoette hij de hemelse rechtvaardige vorstin (Ratoe Adil). Hij kreeg op dezelfde wijze zijn islamitische koningstitels. De prins leerde dat er geen andere mogelijkheid was dan het gewapenderhand veroveren van Java.